# Лапка (приток Ухры)
Лапка — река в России, протекает в Пошехонском районе Ярославской области, правый приток реки Ухра. Устье реки находится на 44 км по правому берегу реки Ухра. Длина реки составляет 10 км.
Лапка протекает в юго-восточной части района, на запад от долины реки — Рыбинский район, а напротив её устья начинается Тутаевский район. Лапка имеет исток из нескольких пересыхающих ручьёв в районе деревни Крутец. Река течёт в южном направлении через деревню Липовки и бывшую деревню Тарасово. В устье реки ранее стояла деревня Выгорь. Река течёт в лесной местности, небольшие поля имеются только вокруг деревень.

## Данные водного реестра
По данным государственного водного реестра России относится к Верхневолжскому бассейновому округу, водохозяйственный участок реки — Рыбинское водохранилище до Рыбинского гидроузла и впадающие в него реки, без рек Молога, Суда и Шексна от истока до Шекснинского гидроузла, речной подбассейн реки — Реки бассейна Рыбинского водохранилища. Речной бассейн реки — (Верхняя) Волга до Куйбышевского водохранилища (без бассейна Оки).
Код объекта в государственном водном реестре — 08010200412110000010195.